# Аш-Шааби, Кахтан Мухаммед
 Ка́хтан Муха́ммед аш-Шаа́би (араб.  قحطان محمد الشعبي ‎, англ.  Qahtan Muhammad al-Shaabi ; 1923 год, деревня Шааб султаната Лахжд, Британский протекторат Аден — 7 июля 1981, Аден, Народная Демократическая Республика Йемен) — йеменский политический деятель, первый президент Народной Республики Южного Йемена в 1967 — 1969 годах.

## Биография
Родился в 1923 (другие данные — 1920 или 1924 год) году в деревне Шааб (شعب) района Тор аль-Баха (طور الباحة-) провинции Сабиха (الصبيحة) султаната Лахедж в бедной семье. Его отец скончался ещё до его рождения, два старших брата умерли в юности.

### Начало карьеры
Сироту взял на воспитание двоюродный брат отца, пользовавшийся большим уважением шейх Абд аль-Латиф аш-Шааби, отец другого будущего лидера Южного Йемена Фейсала Абд аль-Латифа аш-Шааби.

Будущий президент страны в детстве пас овец. Стараниями Абд аль-Латифа он выучил суры Корана, научился читать и писать, а затем был отправлен в Аден для получения полного образования.

Попал в привилегированную начальную школу «Iron Mountain», где учились сыновья султанов и арабских шейхов и которую называли «Школой князей». Делал успехи в учёбе и в начале 1940-х годов получил стипендию, позволившую продолжить обучение за границей.
Был отправлен в Хартум (Англо-Египетский Судан), где поступил в сельскохозяйственный колледж Гордоновского университета. Здесь он проникся идеями арабского национализма, участвовал в антибританских студенческих манифестациях и арестовывался британской полицией.
Став бакалавром сельскохозяйственных наук и получив диплом специалиста сельского хозяйства, вернулся в Аден, где некоторое время работал агрономом в долине Шааб. Не сказалось на карьере и то, что воспитавший его шейх Абд аль-Латиф аш-Шааби был казнён как государственный преступник, и то, что он был женат на дочери шейха, Мириам. Более того, он получил должность начальника департамента сельского хозяйства в султанате Фадли (Абъян).

В начале 1950-х годов переехал в Хадрамаут, где возглавил управления сельского хозяйства в султанатах Куайти и Катири. Несмотря на антибританские настроения, как крупный чиновник в политике стоял на достаточно консервативных позициях, не стремился к изменению государственного и экономического устройства феодальных княжеств и не заходил дальше умеренных требований, изложенных в книге «Аден просит автономии», написанной одним из националистических деятелей 1940-х годов Мухаммедом Али Лукманом уже .
Стал активистом созданной местными лидерами националистической партии Лига сыновей Юга, которая настаивала на предоставлении Адену автономии, а в перспективе и независимости. В 1955 году вернулся в родной Лахедж, где занял пост директора управления земельными ресурсами султаната, что могло соответствовать посту министра сельского хозяйства.

### Новые взгляды и бегство из Адена
Жизнь К. аш-Шааби изменил брат его жены Фейсал Абд аль-Латиф аш-Шааби, который был младше Кахтана почти на 15 лет и, получив образование в каирском университете «Айн-Шамс», активно проповедовал идеи движения арабских националистов.
Когда в 1958 году в связи с ростом политической активности британские войска вошли султанат, К. аш-Шааби уже не значился в списках благонадёжных и подлежал аресту. Ему сообщили об опасности, и он не стал возвращаться из Адена домой, а бежал к северной границе. Перейдя на территорию Йеменского Королевства, он прибыл в Таиз, а оттуда переправился в Египет, где попросил политического убежища.
Следующие несколько лет прожил в Каире, где включился в национально-освободительное движение.
После того, как в феврале 1959 года Великобритания объединила шесть султанатов в Федерацию Южной Аравии, Фейсал Абд аль-Латиф убедил К. аш-Шааби, что Ассоциация сынов Юга, в которой тот продолжал состоять, изменила принципам борьбы за независимость и содействовала созданию пробританского конгломерата султанатов. В октябре 1959 года они вместе, от имени Движения арабских националистов, в котором состоял Фейсал, издали брошюру  «Союз эмиратов как имитация арабского единства»  (إتحاد الإمارات المزيف مؤامرة على الوحدة العربية), которая считается «первым звонком» к началу вооружённой борьбы за освобождение Юга.

В 1960 году Кахтан официально вышел из Ассоциации сынов Юга вместе с группой других недовольных, в которую входили будущий министр иностранных дел независимого Южного Йемена Сейф ад-Далиа, Али Ахмед ас-Салями, Таха Мукбиль, Салем Зейн Мухаммед, Али Мухаммед аш-Шааби, Ахмед Абду Гябли и Абд аль-Карим Шарвари.
В мае 1962 года издал в Каире свою известную книгу «Британский империализм и борьба арабов на Юге Йемена» (الاستعمار البريطاني ومعركتنا العربية في جنوب اليمن) в которой призвал к созданию единого фронта освобождения и установлению в Северном Йемене республиканского строя. Последний призыв оказался воплощённым в жизнь уже через четыре месяца: 26 сентября 1962 года монархия на Севере была свергнута и К. аш-Шааби вскоре переехал из Каира в Сану. Там он был назначен советником президента Йеменской Арабской Республики маршала Абдаллы ас-Саляля по вопросам оккупированного Юга Йемена, которое стало известно как «Управление Юга».
После Сентябрьской революции 1962 года процесс формирования единого Фронта на Юге заметно ускорился. В феврале 1963 года в Сане представители южнойеменской организации Движения арабских националистов, которую возглавлял Фейсал Абд аль-Латиф, Партии арабского социалистического возрождения, Народно-демократического союза, Народной социалистической партии, офицеров федеральной армии и племён Юга сформировали специальный Объединительный Комитет, который возглавил Кахтан аш-Шааби.

### Лидер Национального фронта освобождения
В мае 1963 года возглавлявшийся К. аш-Шааби Комитет объявил о создании единого Фронта освобождения оккупированного Южного Йемена, который вскоре стал Национальным фронтом освобождения оккупированного Южного Йемена (НФООЮЙ). Национальная хартия фронта провозглашала «веру в арабское социалистическое единство и вследствие этого единство Йемена и Объединённой Арабской Республики» и не признавала Федерацию Южной Аравии. В августе формирование Фронта было завершено, и Кахтан аш-Шааби возглавил его руководство в качестве генерального секретаря.
Национальный фронт выступал за социалистическую ориентацию Южного Йемена, но, как гласила Хартия, был настроен резко против «находящегося в засаде местного коммунизма». Такая позиция НФООЮЙ в целом не повлияла на отношение к нему СССР и социалистических стран, которые поддержали его борьбу.
Вооружённая борьба в Южном Йемене началась со стихийного восстания племён в Радфане 14 октября 1963 года. И, хотя руководитель восстания шейх Раджих бен Галеб не был связан с Фронтом, Кахтан аш-Шааби официально объявил о начале вооружённой борьбы. Такой несогласованный шаг вызвал раздражение в Сане и в Каире, но подготовка бойцов Фронта на Севере продолжилась, а египетское и северойеменское оружие потоком шло восставшим в Адене.
В январе 1964 года лично провёл на юг первый караван с оружием и продовольствием и участвовал в ряде столкновений. В последующие годы он представлял НФООЮЙ на различных конференциях и вёл переговоры с представителями других национально-освободительных движений.
18 октября 1965 года выступил в Четвёртом комитете ООН и потребовал вывода британских войск с территории Южного Йемена. 5 ноября того же года Генеральная Ассамблея ООН приняла резолюцию № 2023, которая признавала территориальное единство Юга и его право на независимость, а также рекомендовала Великобритании вывести войска. В 1965 году Национальный фронт был принят в Организацию солидарности народов Азии и Африки.

### Раскол в освободительном движении
К октябрю 1965 года восстание охватило столицу и десять султанатов протектората Аден. В это время отряды Фронта были объединены в Армию революционного освобождения. Однако нарастал и конфликт руководства Фронта с руководством Египта, которое финансировало и вооружало партизан. Движение арабских националистов, во многом ставшее основой фронта, в общеарабском масштабе переходило на левые позиции и критиковало политику представителя президента Египта в Сане Анвара Садата, который пытался руководить и Северным Йеменом, и НФООЮЙ. Президент Египта Гамаль Абдель Насер запретил деятельность ДАН, его члены были отправлены в тюрьмы.
В 1964 году К. аш-Шааби возглавил делегацию НФООЮЙ на Бейрутской конференции запрещённого в Египте Движения, что было воспринято Насером как оскорбительное проявление нелояльности. Руководство Египта, армия которого воевала с монархистами в Северном Йемене, изменило свои взгляды на пути освобождения Южного Йемена. К концу 1965 года египетская военная администрация в Таизе уговорила умеренного лидера Национального фронта Али Салями пойти на союз с Организацией освобождения Абдаллы аль-Аснаджа. Али Салями поддержали Таха Мукбиль и Салем Зейн, когда-то вместе с Кахтаном аш-Шааби вышедшие из Ассоциации сынов Юга.
13 января 1966 года при помощи египетской разведки «Мухабарат» и её руководителя Салаха Насра в Таизе было провозглашено создание Фронта освобождения оккупированного Юга Йемена (ФЛОСИ) . На следующий день, 14 января, Кахтан аш-Шааби заявил, что НФООЮЙ не признаёт объединения с Организацией освобождения и что действия Али Салями были самовольными и совершёнными за спиной руководства Фронта. Но Фронт пошёл на полный разрыв с Египтом и Северным Йеменом и начал переговоры о новых условиях отношений с ФЛОСИ. Переговоры в Каире закончились тем, что египетские власти задержали К. аш-Шааби и посадили его под домашний арест. Та же участь постигла и Ф. Абд аль-Латифа аш-Шааби, но тот через 9 месяцев бежал в Северный Йемен и провёл на съезде Национального фронта решение о выходе из ФЛОСИ.
После разгрома Египта в Шестидневной войне с Израилем в июне 1967 года президент Насер извинился перед Генеральным секретарём НФООЮЙ за прежнюю политику в отношении его лично и в отношении Национального фронта. Он возложил всю ответственность за это на арестованного Салаха Насра, который его якобы дезинформировал о том, что происходит на Юге Йемена. В августе 1967 года К. аш-Шааби и член Генерального руководства фронта Абдель Фаттах Исмаил, который находился в Каире с мая 1966 года, выехали в Таиз.
В результате Шестидневной войны был перекрыт Суэцкий канал, и стратегическое значение Адена упало. 19 июня 1967 года министр иностранных дел Великобритании Джордж Браун официально заявил, что к 9 января 1968 года британская армия уйдёт из Южного Йемена и тот получит независимость. В августе начался повсеместный захват Фронтом власти в султанатах Южной Аравии.
Но успехи осложнялись противостоянием с силами ФЛОСИ. В сентябре 1967 года между двумя фронтами вспыхнули ожесточённые бои в столичном пригороде Шейх-Османе. В эти дни снаряд попал в дом, в котором остановились лидеры НФООЮЙ и Кахтан аш-Шааби, который сам едва не погиб и чудом вывез на машине раненого Абдель Фаттаха Исмаила из зоны боёв через британские патрули.
2 ноября 1967 года верховный комиссар Великобритании Хэмфри Тревельян заявил, что Южный Йемен получит независимость уже к концу ноября этого года. Заявление Тревельяна вызвало новые ожесточённые бои между силами НФООЮЙ и ФЛОСИ , которые продолжались с 3 по 6 ноября на территории, оставленной британской армией.

### Провозглашение независимости

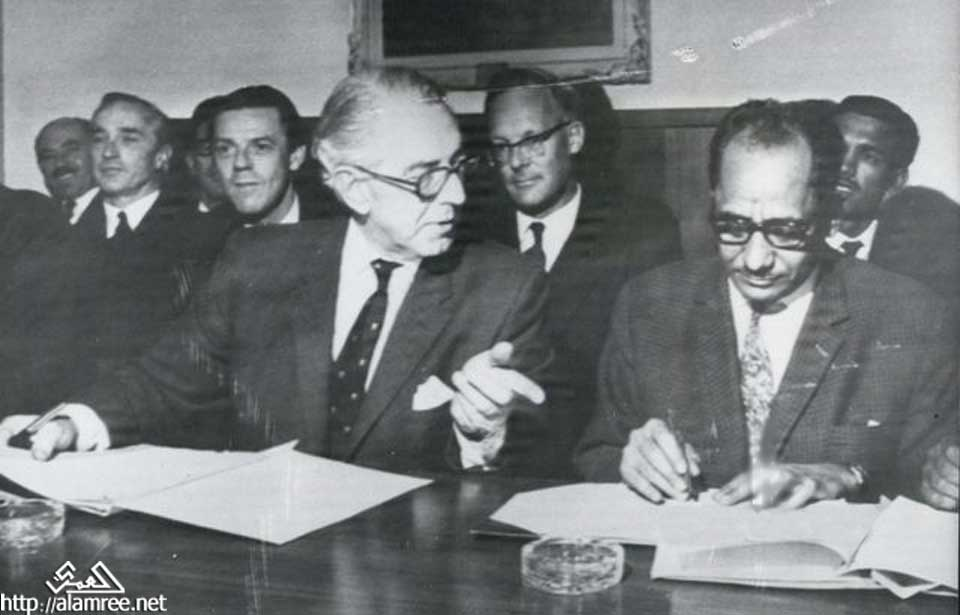
Подписание соглашения об эвакуации в Женеве 28 ноября 1967 года между Великобританией в лице лорда Шеклтона и Южным Йеменом, представленным генсеком НФООЮЙ Кахтаном аш-Шааби.

Великобритания пошла на переговоры с Национальным Фронтом (НФ), который обладал значительным преимуществом в силах, и в Женеву для достижения соглашений о независимости страны отправилась делегация во главе с К. аш-Шааби. В неё вошли Фейсал Абд аль-Латиф, Сейф ад-Далиа, Халед Абдель Азиз, Абдалла Салех аль-Аулаки, Абдель Фаттах Исмаил и Мухаммед Ахмед аль-Бейши. Ахмед Али Массад Шуайби стал секретарём делегации, которую также сопровождали юристы, военные, финансовые и экономические советники. 21 ноября 1967 года начались переговоры, которые затянулись на неделю. Только в первой половине дня 28 ноября прошла последняя встреча, а во второй половине дня 29 ноября К. аш-Шааби вместе с лордом Шеклтоном на глазах у журналистов подписал Конвенцию о независимости Южного Йемена. Поздно вечером йеменцы на специально зафрахтованном самолёте вылетели в Аден через Бейрут и Асмэру, минуя опасный для них Каир. В тот же день британский флаг над Южной Аравией был спущен.
Утром 30 ноября 1967 года в Адене состоялась многотысячная торжественная  встреча южнойеменской делегации. Лидер НФ привёз из Женевы документ, положивший конец 129-и годам оккупации, тянувшейся с 19 января 1839 года, и стал живым знаменем независимости. Кортеж первого президента страны, окружённый ликующими толпами, проехал из аэропорта в бывшую резиденцию британского верховного комиссара, которая теперь стала резиденцией южнойеменского правительства. Вечером 30 ноября К. аш-Шааби на торжественной церемонии зачитал Декларацию независимости, а затем сформировал правительство из 13 министров.

### Компромиссный президент
По решению Генерального руководства НФ К. аш-Шааби стал президентом, главой правительства Народной Республики Южного Йемена и главнокомандующим её вооружёнными силами. Он оказался едва ли не единственным из лидеров нового государства, имевшим университетское образование (его преемники Салем Рубейя Али и Абдель Фаттах Исмаил окончили только начальные школы) и был среди них единственным, кому уже исполнилось 40 лет.
11 декабря президент издал декрет о конфискации всех земель и всего недвижимого имущества у свергнутых султанов и бывших министров Федерации Юга Аравии. Прежние законы были отменены, Южный Йемен был разделён на шесть провинций, и эта административно-территориальная реформа упразднила границы периода феодальной раздробленности. Страна была принята в Лигу арабских государств и в Организацию Объединённых Наций. С другой стороны уход англичан оставил без работы более 20 000 йеменцев, а перекрытие Суэцкого канала лишило Аден доходов от судоходства и торговли. Отсутствие у новых руководителей страны опыта и образования усугубили картину экономического упадка и хозяйственного хаоса.
На этом фоне в руководстве НФ развернулось противостояние между левым крылом, которое ратовало за «новые преобразования в интересах йеменских трудящихся», и его правым крылом, которое добивалось сохранения действующего государственного аппарата с его опытом управления, предоставления Кахтану аш-Шааби широких полномочий и вывода правительства из под контроля НФ.

Сам президент оказался сторонником умеренного арабского социализма. Он не был сторонником крайних мер и в других вопросах: например, отказался казнить преданных суду государственной безопасности бывших султанов и деятелей Федерации, и своей властью ограничил их наказание 10 годами тюрьмы. Разногласия между фракциями должен был разрешить IV съезд НФ в Зангибаре, который прошёл там 2-8 марта 1968 года, но ни одна из сторон не получила на нём перевеса сил. При этом левые провели несколько резолюций, которые обязывали правительство использовать «опыт мировых социалистических режимов» , провести чистку армии, полиции и государственного аппарата, создать местные народные советы и народную милицию, провести аграрную реформу и т. д. В обмен они согласились на «компромиссное руководство» страной при президентстве К. аш-Шааби. С компромиссом не согласилась армия, которую ждала чистка, и в которой вводился институт политических комиссаров. 20 марта 1968 года группа офицеров с согласия командующего армией полковника Хусейна Османа Ашаля арестовала лидеров левого крыла Генерального руководства, окружила резиденцию президента и потребовала сформировать новое правительство, чтобы «освободить страну от коммунистической опасности». Но у офицеров не нашлось достаточно сторонников, а сам К. аш-Шааби, ради которого они и вышли из казарм, отмежевался от восставших. Мятеж провалился.
Президент уволил из армии и государственного аппарата 150 офицеров и чиновников, а 25 марта опубликовал закон об аграрной реформе, составленный по египетскому образцу и ограничивший размеры землевладений. Этот компромисс не устраивал ни правых, ни левых. Противостояние распространялось уже снизу: "Организация истинных партизан" требовала покончить с «разгулом коммунистов», студенческая газета «Аль-Унф ас-Саури» требовала сделать «из черепов буржуазии пепельницы, а из их костей — удобрения». На митинге 1 мая 1968 года президенту едва удалось удержать участников митинга в Адене от столкновений. Через два дня в Эш-Шаабе подняли восстание уже левые студенты и солдаты. Выступление было подавлено, но уже 14 мая в Зангибаре собрались 14 (из 21) членов Генерального руководства которые потребовали от президента выполнить все резолюции IV съезда. Дело дошло до военного противостояния, но после переговоров с Али Антаром К. аш-Шааби вновь согласился на компромисс — участники выступления не только избежали репрессий, но и вернулись на свои прежние высокие посты. Левые и правые совместно подавили антиправительственное восстание в Четвёртой провинции и в октябре 1968 года приняли Программу завершения этапа национально-демократического освобождения, свидетельствовавшую о ещё большем полевении курса.
К. аш-Шааби согласился на пропаганду среди членов НФ идей научного социализма и 28 января — 9 февраля 1969 года совершил поездку в Советский Союз, где встретился с руководителями страны Н. В. Подгорным и Д. С. Полянским. В день начала визита советская газета «Известия» назвала аш-Шааби «видным деятелем национально-освободительного движения». В ходе этого визита был подписан ряд соглашений, положивших начало сотрудничеству двух стран в экономическом и военном отношениях. После посещения Волгограда, Ленинграда и Баку аш-Шааби вернулся в Аден.
11 февраля он отказался от поста главы правительства, оставшись президентом и генеральным секретарём Национального фронта. Первым премьер-министром НРЮЙ стал его родственник Фейсал Абд аль-Латиф аш-Шааби.
В мае он посетил КНДР, а в июне Сирию.

### «Славная исправительная революция»
Поездка в СССР, возложение венков к мавзолею В. И. Ленина, посещение крейсера «Аврора» и заявления о том, что опыт СССР «является школой для южнойеменского народа, ставшего на путь социалистического преобразования своей родины» не убедили левое крыло в лояльности президента. Власть аш-Шааби напрямую зависела от Генерального руководства НФ, которое назначило его президентом на двухлетний срок, и этот срок истекал уже в ноябре 1969 года. Конфликт между насеристами-националистами и марксистами в Генеральном руководстве так и не был разрешён, левые по-прежнему считали, что «отсталое правое крыло Национального фронта видело в революции лишь флаг и гимн».
Равновесие было нарушено 19 июня 1969 года, когда президент отправил в отставку министра внутренних дел Мухаммеда Али Хейтама, примкнувшего к левому крылу. Генеральное руководство объявило это решение односторонним, предпринятым без консультаций с руководством фронта и в Южном Йемене развернулись события, которые потом были названы «Исправительной революцией 22 июня» или «Славной исправительной революцией».
После долгих споров президент завил о своей отставке, и сессия Генерального руководства эту отставку тут же приняла. К. аш-Шааби отправился на столичную радиостанцию, чтобы обратиться к населению с изложением своей позиции, но руководство Фронта увидело в этом попытку поднять своих сторонников на восстание. Радиостанция была занята армейскими частями, а в казармы армии и полиции прибыли агитаторы, которые удержали вооружённые силы от выступления. Смещённый президент был вынужден отказаться от своего намерения, а Генеральное руководство четыре дня, без перерывов, спорило о дальнейшей судьбе страны.

22 июня 1969 года было заявлено, что президент Народной Республики Южного Йемена Кахтан аш-Шааби смещается со всех занимаемых постов. Пост президента упразднялся, для управления государством был сформирован Президентский совет во главе с Салемом Рубейя Али. Пост генерального секретаря Национального Фронта переходил к Абдель Фаттаху Исмаилу. В конце ноября 1969 года сессия Генерального руководства исключила из организации 20 бывших лидеров правого крыла, включая и смещённого президента. Левое крыло стало хозяином положения, развернуло в стране радикальные реформы и события июня 1969 год долгое время считались победой прогрессивных сил. Через 20 лет ситуация изменилась и в 1990 году правительство заявило, что смещение К. аш-Шааби произошло в условиях отсутствии подлинной демократии.

### Жизнь после отставки
Смещённый президент был помещён под домашний арест, а в марте 1970 года его вместе с Фейсалом Абд аль-Латифом перевели в столичную тюрьму «Аль-Фатах аль-Рахиб», где посадили в камеру № 4. Новое руководство страны не стало расправляться с бывшим президентом, который был хорошо известен в мире. После расстрела Фейсала Абд аль-Латифа К. аш-Шааби без решения суда был отправлен под домашний арест, где находился в полной изоляции до конца своих дней. У него отобрали ручку, ножи и вилки, лишили права переписки и не пустили на свадьбу сына Наджиба в 1976 году, усилия лидеров многих арабских государств и разного рода посредников добиться его освобождения были проигнорированы.
О его смерти было официально объявлено 7 июля 1981 года. Ряд членов Политбюро Йеменской социалистической партии требовали запретить церемонию похорон, но министр обороны Али Антар, бывший на тот момент вторым человеком в государстве, настоял на том, чтобы аш-Шааби были отданы хотя бы минимальные почести. На похороны первого президента Южного Йемена со всех провинций страны съехались тысячи желающих проводить его в последний путь, в числе которых были и сотни участников освободительной войны. В присутствии огромного скопления народа К. аш-Шааби был похоронен на кладбище в столичном районе Кратер.
В современном Йемене он почитается, как мученик (шахид), национальный герой и борец за независимость страны.

## Семья
К. аш-Шааби был женат на Мириам аш-Шааби, сестре Фейсала Абд аль-Латифа аш-Шааби, которая родила ему четырёх сыновей — Наджиба (род.1953) , Насера, Амиля и Набиля. В 1976 году семья подверглась гонениям и вскоре перебралась в Северный Йемен. Из братьев и сестёр только сестра Мириам пережила его и умерла в 1980-х годах. Жена умерла в Сане в 1998 году, а его сын Наджиб Кахтан аш-Шааби неудачно баллотировался в президенты Йемена на выборах 1999 года.

## Сочинения
- إتحاد الإمارات المزيف مؤامرة على الوحدة العربية. 1959
- الاستعمار البريطاني ومعركتنا العربية في جنوب اليمن. 1962